# Jianye
Jianye (建鄴區 / 建邺区,  Jiànyè Qū) ist ein chinesischer Stadtbezirk in der Provinz Jiangsu. Er gehört zum Verwaltungsgebiet von Nanjing. Seine Fläche beträgt 82,66 km², und er zählt 427.089 Einwohner (Stand: Zensus 2010).

## Administrative Gliederung
Auf Gemeindeebene setzt sich der Stadtbezirk aus sieben Straßenvierteln zusammen. 